# Зимнє (Польща)
Зимнє (або Зимно, Зімне, Зімно, пол. Zimno) — село в Польщі, у гміні Лащів Томашівського повіту Люблінського воєводства. Населення — 391 особа (2011).

## Історія
1531 року вперше згадується православна церква в селі.
За даними етнографічної експедиції 1869—1870 років під керівництвом Павла Чубинського, у селі здебільшого проживали греко-католики, усе населення розмовляло українською мовою.
У 1921 році село входило до складу гміни Лащів Томашівського повіту Люблінського воєводства Польської Республіки.
27 червня 1938 року польська влада в рамках великої акції руйнування українських храмів на Холмщині і Підляшші знищила місцеву православну церкву.
У 1942—1944 року польські шовіністи вбили в селі 6 українців.
У 1975—1998 роках село належало до Замойського воєводства.

## Населення
За переписом населення Польщі 10 вересня 1921 року в селі налічувалося 101 будинок та 570 мешканців, з них:
- 275 чоловіків та 295 жінок;
- 343 православні, 192 римо-католики, 35 юдеїв;
- 332 українці, 203 поляки, 35 євреїв.

У 1943 році в селі проживало 556 українців і 178 поляків; на сусідній однойменній колонії — 70 поляків.
Демографічна структура станом на 31 березня 2011 року:
|          | Загалом | Допрацездатний вік | Працездатний вік | Постпрацездатний вік |
| -------- | ------- | ------------------ | ---------------- | -------------------- |
| Чоловіки | 182     | 43                 | 120              | 19                   |
| Жінки    | 209     | 39                 | 115              | 55                   |
| Разом    | 391     | 82                 | 235              | 74                   |